# Kompleks startowy nr 109 kosmodromu Bajkonur
Kompleks startowy nr 109 (ros. Площадка №109) – silos rakietowy znajdujący się w kazachskim kosmodromie Bajkonur, początkowo wykorzystywany do startów pocisków balistycznych, obecnie wykorzystywany przez przedsiębiorstwo ISC Kosmotras do wynoszenia satelitów komercyjnych.

## Rakiety współpracujące z kompleksem
- R-36M Satan (wycofane)
- Dniepr-1